# 迦納奧林匹克委員會
加納奧林匹克委員會（Ghana Olympic Committee）是加納的國家奧林匹克委員會。該組織成立於1952年，是國際奧委會和非洲國家奧林匹克委員會聯合會的成員。1960年，首次以加納的名義參加在意大利羅馬舉行的夏季奧運會。
現時，加納奧林匹克委員會的總部設在首都阿克拉的北部，主席是Mr Francis Dodoo。

## 資料來源
1. ↑  .   [2014-04-12]. （原始内容存档于2008-12-29）.